# Корнелія Квесич
Корнелія Квесич (25 серпня 1963) — югославська баскетболістка.
Срібна призерка Олімпійських Ігор 1988 року.
Бронзова призерка літньої універсіади 1985 року.
Срібна призерка Чемпіонату Європи 1987 року.
Срібна призерка Чемпіонату світу з баскетболу серед жінок 1990 року.